# آبشار وبستر
آبشار وبستر (به انگلیسی: Webster's Falls) آبشاری است که در همیلتون (انتاریو)، کانادا واقع شده و ارتفاع کلی ریزشگاه آن ۲۲ متر (۷۲ فوت) است.

## نگارخانه

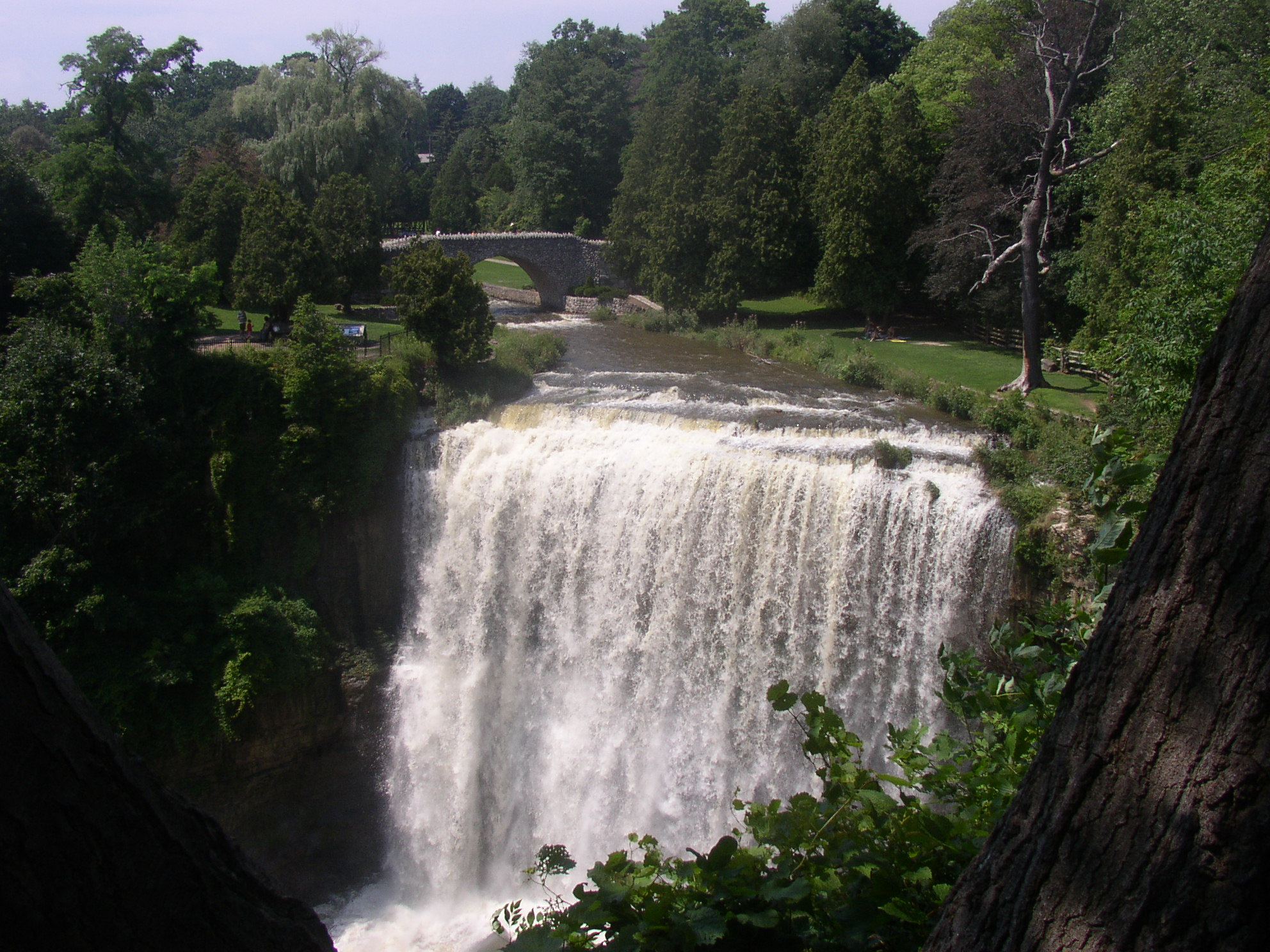
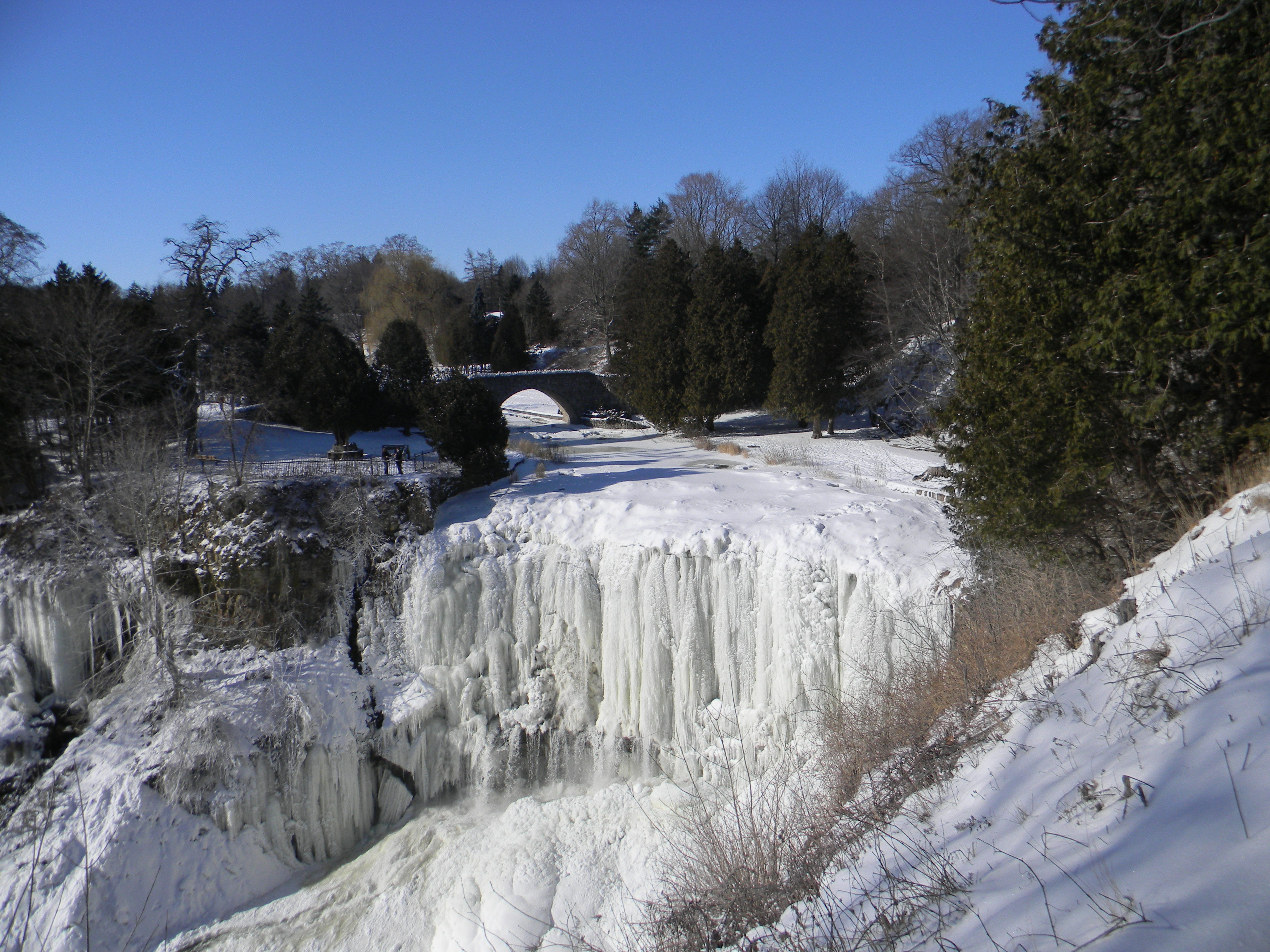
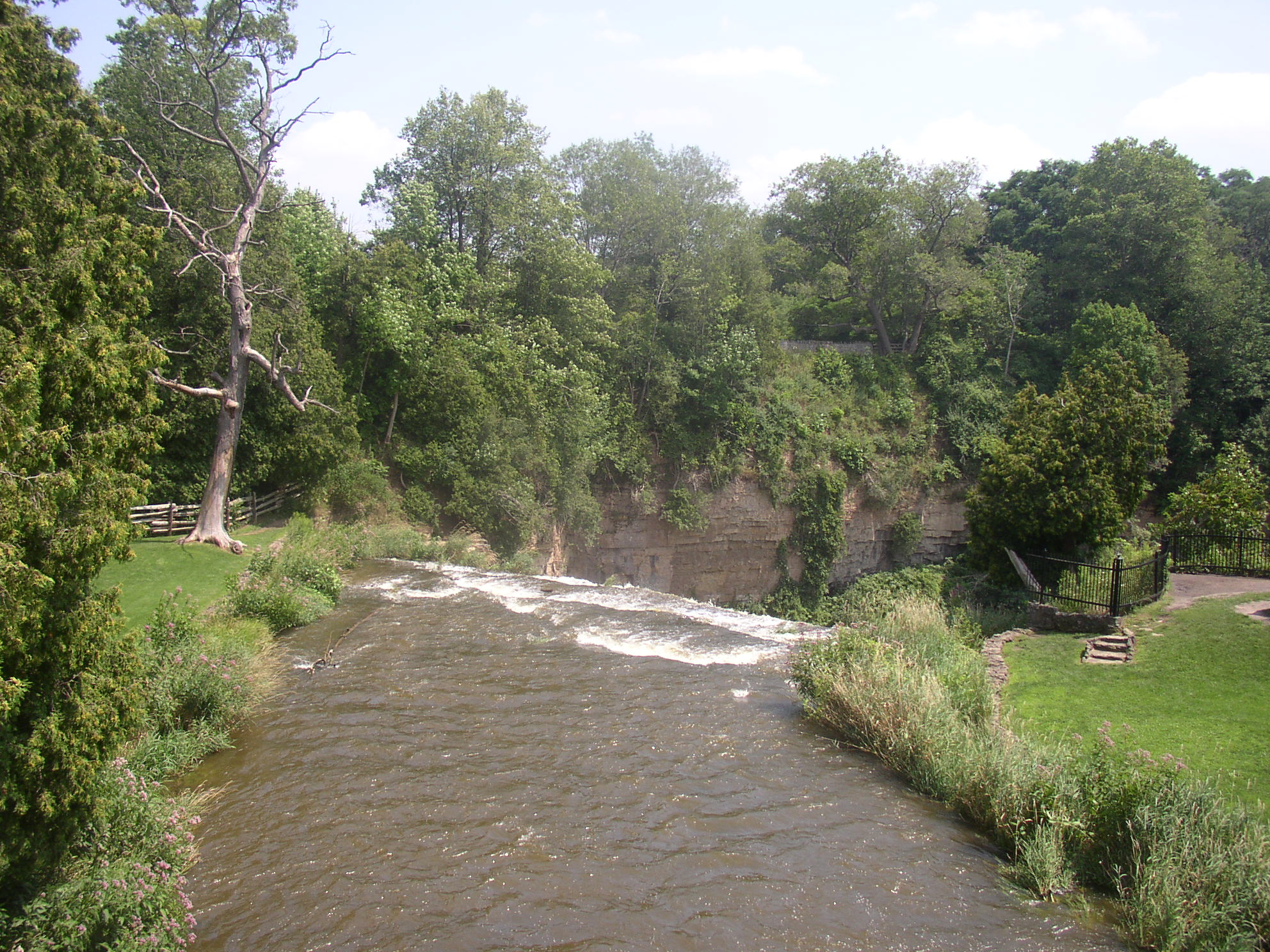
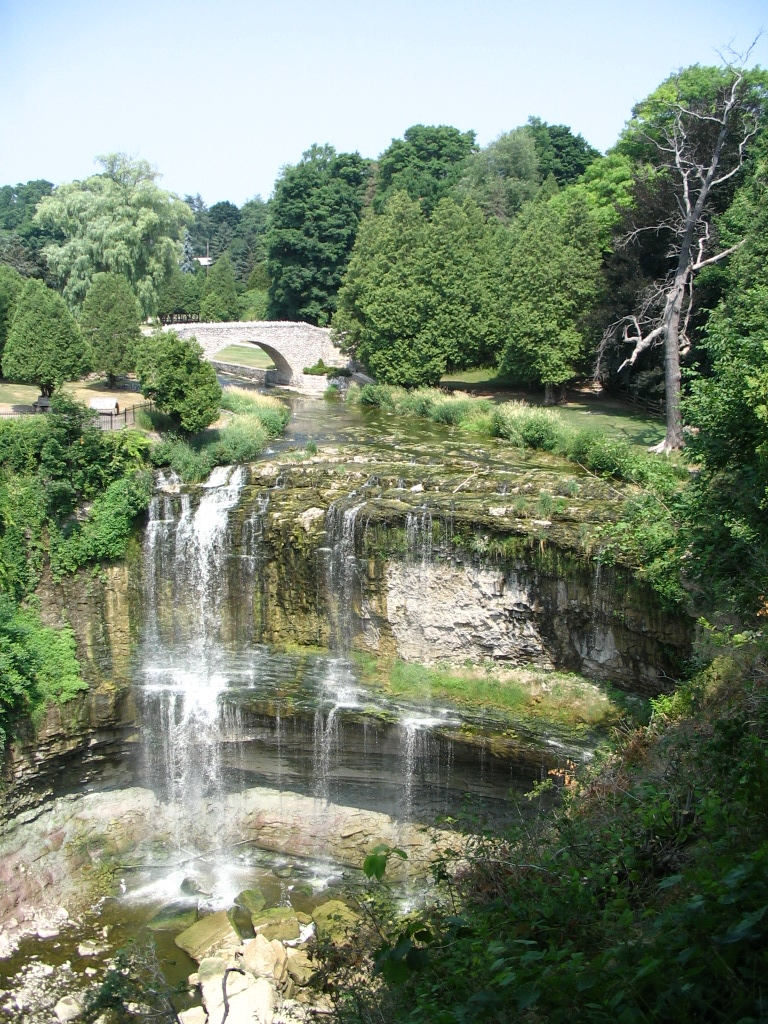